# Susuacanga ulkei
Susuacanga ulkei är en skalbaggsart som först beskrevs av Bland 1862.  Susuacanga ulkei ingår i släktet Susuacanga och familjen långhorningar. Inga underarter finns listade i Catalogue of Life.